# Дослідне (Житомирський район)
Дослідне — село в Україні, у Любарській селищній територіальній громаді Житомирського району Житомирської області. Чисельність населення становить 107 осіб (2001).

## Історія
До 1 червня 2020 року село входило до складу Старочорторийської сільської ради Любарського району Житомирської області.

## Населення

### Мова
Розподіл населення за рідною мовою за даними перепису 2001 року:
| Мова       | Кількість | Відсоток |
| ---------- | --------- | -------- |
| українська | 106       | 99.07%   |
| російська  | 1         | 0.93%    |
| Усього     | 107       | 100%     |